# Giovanni Battista Cirri

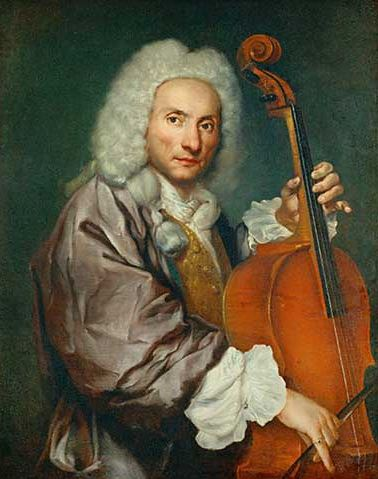
Giovanni Battista Cirri, nicht gesicherte Zuschreibung eines Gemäldes von Giacomo Ceruti

Giovanni Battista Cirri (* 1. Oktober 1724 in Forlì; † 11. Juni 1808 ebenda) war ein italienischer Cellist und Komponist des 18. Jahrhunderts.

## Leben
Giovanni Battista Cirri erhielt ersten Musikunterricht durch seinen Bruder Ignazio Cirri (1711–1787), der Organist an der Kathedrale von Forli war. Danach setzte er seine Studien bei dem damals berühmten Giovanni Battista Martini in Bologna fort. 1759 wurde Cirri dort Mitglied der angesehenen Accademia Filarmonica.
Ab 1760 wirkte Cirri für etwa fünf Jahre in Paris. Dort veröffentlichte er seine ersten Werke, eine seiner Sinfonien wurde am 5. April 1763 bei den Concert Spirituel aufgeführt, was eine besondere Auszeichnung darstellte.
1764 ließ er sich in London nieder, wo er eine Anstellung als Kammermusiker beim Herzog von York hatte. Sein erster öffentlicher Auftritt erfolgte im Mai 1764, als Begleiter einer Violinistin namens Marcella. Des Weiteren trat er 1764/65 anlässlich der Londoner Auftritte des jungen Mozart als Solist in Erscheinung. Ebenso trat er bei den damals populären, sogenannten „Bach-Abel-Konzerten“ auf.
Später war er „Director of music“ beim Herzog von Gloucester. In seiner Londoner Zeit komponierte er unter anderem drei Sonaten für Violoncello und Basso continuo, die 1765 veröffentlicht wurden.
1780 kehrte er nach Forli zurück und assistierte eine Zeit lang seinem erkrankten Bruder. 1782 wirkte Cirri als erster Cellist am Teatro dei Fiorentini in Neapel. 1787 folgte er seinem Bruder als Kapellmeister an der Kathedrale von Forli.

## Werke (Auswahl)
- 3 Duos für Violine und Cello, Op. 1
- Six Sonatas, Op. 3 für Cello und B.c To His Royal Highness The Duke Of Cumberland
- Six Triosonatas, Op. 4 für 2 Violinen und B.c.
- 4 Triosonaten und 2 Sonaten für 2 Violinen, obligates Cello und B.v.
- 3 Duos für Flöte und Cello und 6 Cellosonaten Op. 7
- Eight Duetts for two violoncellos op. 8 To His most Serene Highness the Prince Of Brunswick
- Six Cello Concertos, Op. 14
- Six Solos for the violoncello and a bass, Op. 15 To the Honorable William Ward
- Sonaten für Cello und Klavier Op. 16